# 東京都道165号伊奈福生線

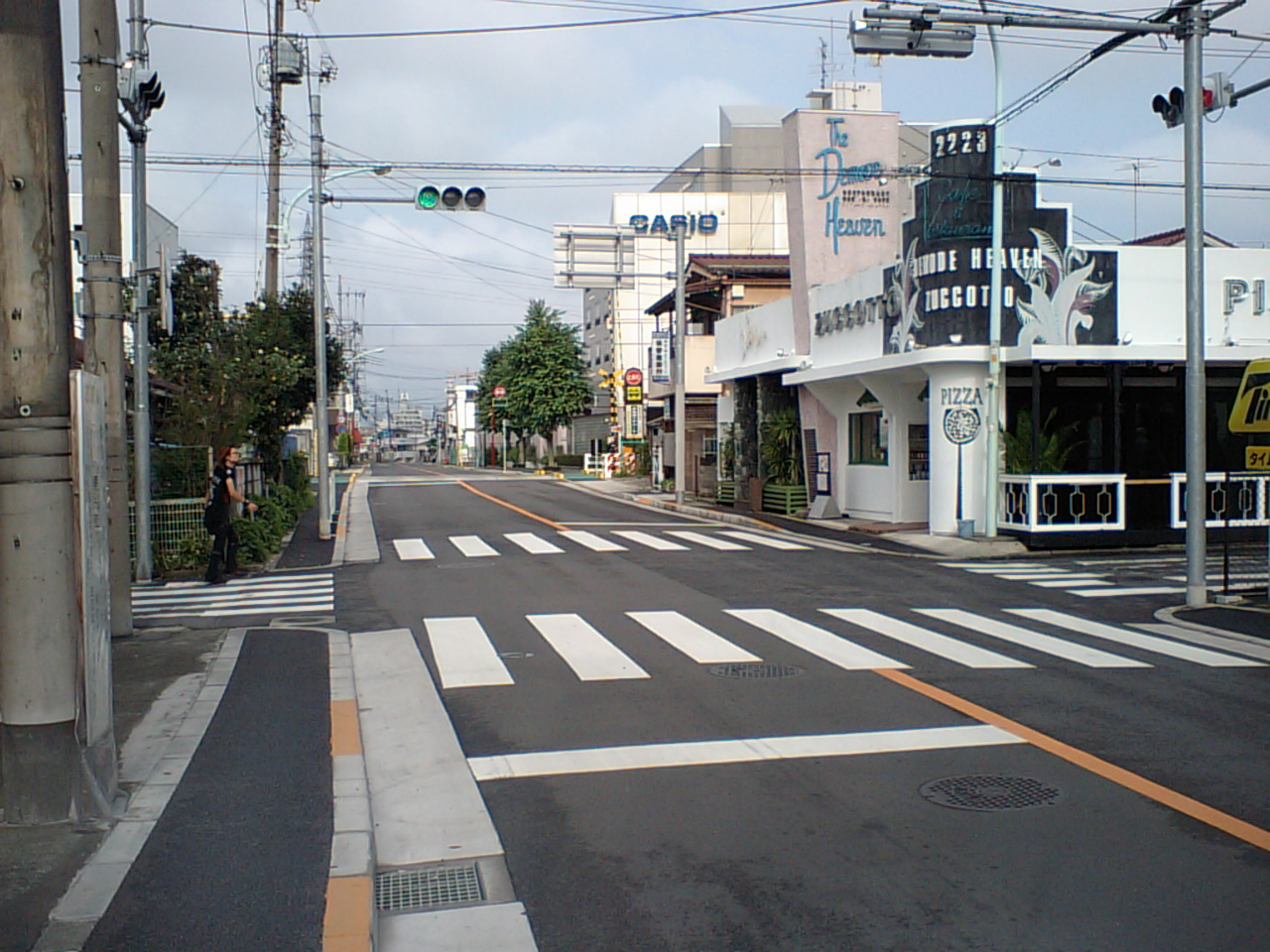
福生市福生、八高線踏切付近

東京都道165号伊奈福生線（とうきょうとどう165ごう いなふっさせん）は、東京都あきる野市伊奈から福生市福生に至る一般都道である。この道路の通称名は東京都道29号立川青梅線の奥多摩街道交点から国道411号（滝山街道）交点に至る区間が、接続する東京都道184号奥多摩あきる野線の東側部分と合わせて「永田橋通り」である。

## 概要
- 陸上距離：9.266km
- 起点：東京都あきる野市伊奈（新秋川橋東交差点 = 東京都道7号杉並あきる野線交点）
- 終点：東京都福生市福生（第2ゲート前交差点 = 国道16号交点）

## 重複区間
- 東京都道29号立川青梅線（東京都あきる野市草花 = 永田橋交差点 - 東京都福生市福生＝新橋交差点）
- 東京都道166号瑞穂あきる野八王子線（東京都福生市福生 = 福生駅西交差点 - 福生駅）

## 通過する自治体
- 東京都
  - あきる野市
  - 西多摩郡
    - 日の出町

  - あきる野市
  - 福生市

## 交差・接続している道路
- 東京都道7号杉並あきる野線（五日市街道、東京都あきる野市）新秋川橋東交差点
- 東京都道185号山田平井線（山田通り、東京都あきる野市）森ノ下交差点
- 国道411号（滝山街道、東京都あきる野市）名称無し交差点（本線）・瀬戸岡交差点（支線）
- 東京都道184号奥多摩あきる野線（永田橋通り、東京都あきる野市）瀬戸岡交差点（支線）
- 東京都道29号立川青梅線（東京都あきる野市・福生市）永田橋交差点・新橋交差点（奥多摩街道交点）・駅西交差点（新奥多摩街道交点）
- 東京都道166号瑞穂あきる野八王子線（東京都福生市）駅西交差点
- 国道16号（東京環状、東京都福生市）第2ゲート前交差点

## 橋梁
- 代田橋（平井川、東京都あきる野市）
- 氷沢橋（氷沢川、東京都あきる野市）
- 永田橋（多摩川、東京都あきる野市・福生市）
- 新橋（玉川上水、東京都福生市）

## 都市計画道路指定
- あきる野市
  - 秋多3.4.6号線